# Thomsonisca pallipes
Thomsonisca pallipes är en stekelart som först beskrevs av Chumakova 1957.  Thomsonisca pallipes ingår i släktet Thomsonisca och familjen sköldlussteklar. Inga underarter finns listade i Catalogue of Life.